# 恰伦河
恰伦河（俄语：Чарын, Sharyn）是哈萨克斯坦阿拉木图州的一条河流，全长427（265英里），流域面积7,720平方（2,980平方英里）。其流经恰伦国家公园，注入伊犁河，并形成了恰伦大峡谷。玛依纳水电站设于恰伦河上。
恰伦河有许多发源自泰尔斯凯山脉和昆格山脉北坡的支流汇入。其在扎拉纳什和托鲁艾格尔地区切割出一条峡谷。峡谷在扎拉纳什被称为“阿克托盖”，在哈萨克语中意为“白溪”。